# Hradište (Partizánske)
Hradište es un municipio del distrito de Partizánske en la región de Trenčín, Eslovaquia, con una población estimada a final del año 2024 de 980 habitantes.
Se encuentra ubicado al sur de la región, cerca del río Nitra (cuenca hidrográfica del Danubio) y de la frontera con la región de Nitra.

## Demografía
| Año        | 1994 | 2004    | 2014    | 2024    |
| ---------- | ---- | ------- | ------- | ------- |
| Población  | 1084 | 1033    | 1005    | 980     |
| Diferencia |      | −4,70 % | −2,71 % | −2,48 % |

| Año        | 2023 | 2024    |
| ---------- | ---- | ------- |
| Población  | 983  | 980     |
| Diferencia |      | −0,30 % |